# Adolphe Dugléré
Adolphe Dugléré   (3 de junio de 1805, Burdeos - 4 de abril de 1884, París) fue un destacado chef francés, alumno de Marie-Antoine Carême.

## Les Frères Provençaux
Dugléré sucedió a su maestro como chef de cocina de la familia Rothschild hasta 1848, y después fue gerente del restaurante Les Trois Frères Provençaux en el Palais-Royal de 1848 a 1866, propiedad de tres hombres de Provenza llamados Barthélémy, Maneille y Simonas (que, en realidad, no eran hermanos).

## Café Anglais
En 1866 se convirtió en el cocinero jefe del Café Anglais (fundado en 1802), que gracias a él se convirtió en el restaurante más famoso de París en el siglo XIX y donde probablemente creó el plato Pommes Anna.

### Cena de los tres emperadores

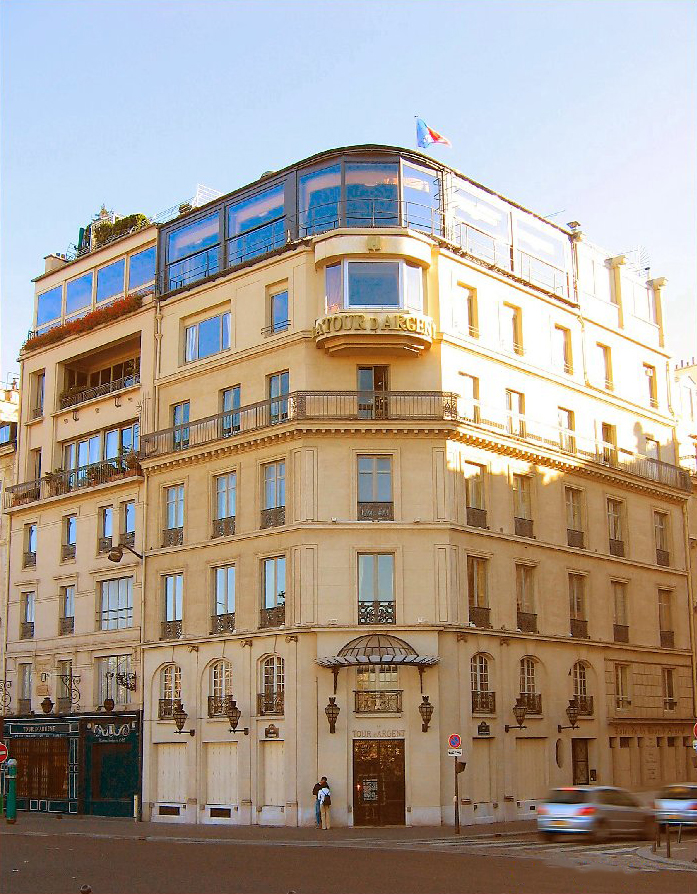
La Tour d'Argent.

Fue aquí en 1867 que Dugléré sirvió una famosa cena que se conoció como Dîner des trois empereurs, ('Cena de los tres emperadores') para el zar  Alejandro II de Rusia, su hijo el zarevich (que más tarde se convertiría en Alejandro III) y el rey Guillermo I de Prusia, así como  el príncipe Otto von Bismarck que estaban en París por la Exposición Universal. El servicio de mesa utilizado para esta comida se exhibe actualmente en el restaurante más antiguo existente en París, el Tour d'Argent que es propiedad de los descendientes de Claudius Burdet, el último dueño del Café Anglais que cerró y fue demolido en 1913.

## Platos

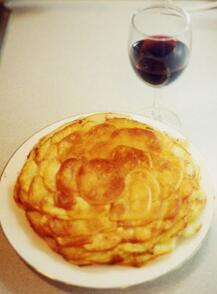
Pommes Anna.

El plato más famoso atribuido a Dugléré es casi con seguridad las Pommes Anna. Otros platos creados por Dugléré son el Potage Germiny, una sopa de acedera creada para Charles Lebègue, conde de Germiny, gobernador del Banco de Francia, la Poularde Albufera, un plato de pularda dedicado al mariscal Suchet, duque de Albufera, el Soufflé à l'anglaise, el Sole Dugléré y el Culotte de bœuf Salomon, (estofado de carne dedicado a Salomon de Rothschild) y Barbue à la Dugléré (Rodaballo en salsa de tomate y perejil).

## Métier
Fue descrito como una persona taciturna y seria que exigía los ingredientes de la más alta calidad y aborrecía la embriaguez y fumar. Prohibió a sus empleados fumar incluso fuera del lugar de trabajo. Tampoco se permitía a los clientes fumar hasta que terminaba la cena, momento en el que el maître d'hôtel pasaba de mesa en mesa encendiendo puros. Era un hombre cultivado y Alejandro Dumas lo consultó varias veces para su Le Grand Dictionnaire de cuisine (1871).
Poco más se sabe de él porque no dejó ninguna publicación pero sí dejó algunos cuadernos conservados en préstamo permanente en la Biblioteca Nacional de París. A su muerte en 1884, la prensa francesa le elogió unánimemente.

## Recetas y guarniciones
Sole à la Dugléré consiste en lenguado escalfado en caldo de pescado o fumet con vino blanco sobre una cama de tomates concassées, chalotas y cebolla picadas salpicadas con perejil. Se sirve con un beurre blanc consistente en el líquido de cocción montado con mantequilla.
À la Dugléré indica un guarnición de chalotas, cebollas y tomates.